# Koberidze
Koberidze je priimek več oseb:
- Ermolaj Grigorevič Koberidze, sovjetski general
- Otar Koberidze, gruzinski filmski umetnik